# Шени (Мозел)
Шени (фр. Chesny) насеље је и општина у североисточној Француској у региону Лорена, у департману Мозел која припада префектури Мец Кампањ.
По подацима из 2011. године у општини је живело 548 становника, а густина насељености је износила 126,27 становника/km². Општина се простире на површини од 4,34 km². Налази се на средњој надморској висини од 120 метара (максималној 233 m, а минималној 190 m).

## Демографија
| 1962. | 1968. | 1975. | 1982. | 1990. | 1999. | 2011. |
| ----- | ----- | ----- | ----- | ----- | ----- | ----- |
| 45    | 137   | 328   | 299   | 286   | 370   | 548   |

График промене броја становника у току последњих година